# Iridopsis fusilinea
Iridopsis fusilinea är en fjärilsart som beskrevs av W. Warren 1906. Iridopsis fusilinea ingår i släktet Iridopsis och familjen mätare. Inga underarter finns listade i Catalogue of Life.